# Xã Lee, Quận Polk, Iowa
Xã Lee (tiếng Anh: Lee Township) là một xã thuộc quận Polk, tiểu bang Iowa, Hoa Kỳ. Năm 2010, dân số của xã này là 63.026 người.